# William Allen (Politiker, 1803)

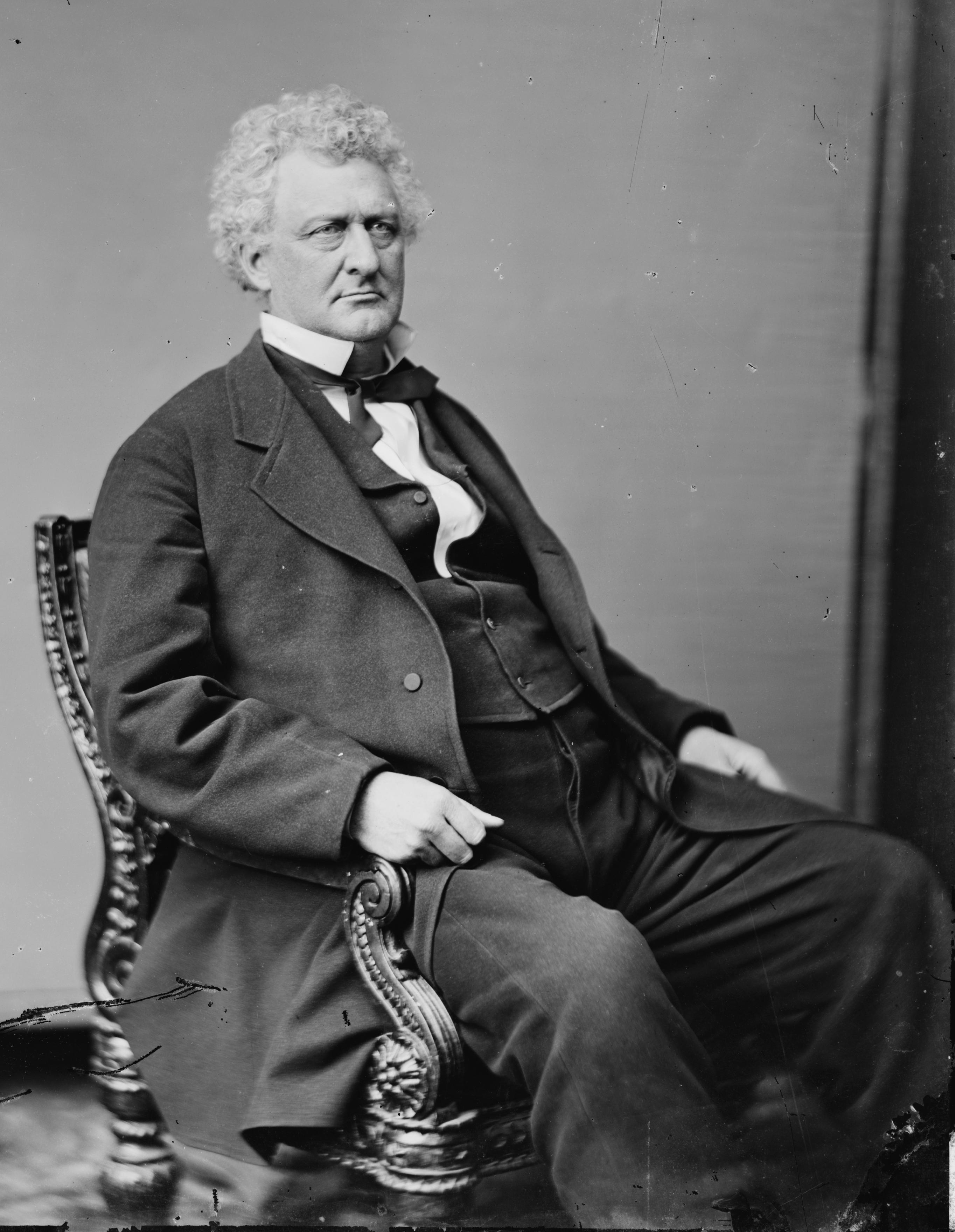
William Allen

William Allen (* 18. Dezember 1803 in Edenton, Chowan County, North Carolina; † 11. Juli 1879 im Ross County, Ohio) war ein US-amerikanischer Politiker. Er vertrat den Bundesstaat Ohio in beiden Kammern des Kongresses und war von 1874 bis 1876 dessen 31. Gouverneur.

## Frühe Jahre
Schon früh kam William Allen nach Lynchburg in Virginia, wo er private Schulen absolvierte. Im Jahr 1819 zog er nach Chillicothe in Ohio, wo er die Chillicothe Academy besuchte. Später studierte er auch Jura. Im Jahr 1827 wurde er als Rechtsanwalt zugelassen, worauf er in seiner neuen Heimatstadt als Anwalt tätig wurde.

## Politische Laufbahn

### Im Kongress
William Allen war Mitglied der Demokratischen Partei, für die er zwischen 1833 und 1835 dem US-Repräsentantenhaus angehörte. Zwischen 1837 und 1849 war er Mitglied des US-Senats in Washington, D.C. Dort war er Vorsitzender des Auswärtigen Ausschusses. Nach dem Ende seiner Zeit im Kongress zog er sich auf seine Farm „Fruit Hill“ in der Nähe von Chillicothe zurück. Dort verbrachte er die nächsten 25 Jahre.

### Gouverneur von Ohio
Während des Bürgerkrieges gehörte er zu den Kritikern der Politik von Präsident Abraham Lincoln. Im Jahr 1873 kehrte William Allen als Kandidat der Demokratischen Partei für die anstehenden Gouverneurswahlen auf die politische Bühne zurück. Er gewann mit 47,8 Prozent der Stimmen knapp vor dem republikanischen Amtsinhaber Edward F. Noyes (47,6 Prozent) und konnte sein neues Amt am 12. Januar 1874 antreten. Damit war er der erste demokratische Gouverneur von Ohio seit William Medill, der zwischen 1853 und 1856 amtiert hatte. In seiner zweijährigen Amtszeit wurden die Steuern gesenkt und die Staatsausgaben reduziert. Streiks bei der Eisenbahn und im Bergbau konnten erfolgreich geschlichtet werden. Im Jahr 1875 scheiterte Allen mit dem Versuch einer Wiederwahl. Daher schied er am 10. Januar 1876 aus seinem Amt aus.

## Weiterer Lebensweg
Nach dem Ende seiner Gouverneurszeit zog sich Allen aus der Politik zurück. Er widmete sich wieder der Landwirtschaft auf seiner Farm „Fruit Hill“, auf der er im Juli 1879 starb. William Allen war mit Effie McArthur Coons verheiratet. Das Paar hatte ein Kind.